# Eicherax simplex
Eicherax simplex är en tvåvingeart som först beskrevs av Macquart 1848.  Eicherax simplex ingår i släktet Eicherax och familjen rovflugor. Inga underarter finns listade i Catalogue of Life.